# Hemiceras plusiata
Hemiceras plusiata är en fjärilsart som beskrevs av Felder 1874. Hemiceras plusiata ingår i släktet Hemiceras och familjen tandspinnare. Inga underarter finns listade i Catalogue of Life.